# Titan (Besa-dal)
A Titan (magyarul: Titán, eredeti albán címe: Zemrën n'dorë) Besa albán énekesnő dala, mellyel Albániát képviselte a 2024-es Eurovíziós Dalfesztiválon Malmőben. A dal 2023. december 22-én, az albán nemzeti döntőben, a Festivali i Këngës-n megszerzett különdíjjal érdemelte ki a dalversenyen való indulás jogát.

## Eurovíziós Dalfesztivál
2023. október 17-én vált hivatalossá, hogy az énekesnő dala is bekerült a Festivali i Këngës elnevezésű nemzeti döntő mezőnyébe. December 22-én az énekesnő dalát választották ki a nézők a 2023-as Festivali i Këngës döntőjében, amellyel képviseli hazáját az Eurovíziós Dalfesztiválon. A dal végső, angol nyelvű változata Titan címmel 2024. március 11-én jelenik meg nyilvánosan.
A dalt először a május 9-én rendezendő második elődöntőben fellépési sorrendben másodikként adták elő, a Máltát képviselő Sarah Bonnici Loop című dala után és a Görögországot képviselő Marina Satti Zari című dala előtt. Az elődöntőben a nézői szavazatok pontjai alapján nem került be a dal a május 11-én megrendezésre került döntőbe.
A következő albán induló Shkodra Elektronike Zjerm című dala volt a 2025-ös Eurovíziós Dalfesztiválon.

## Galéria

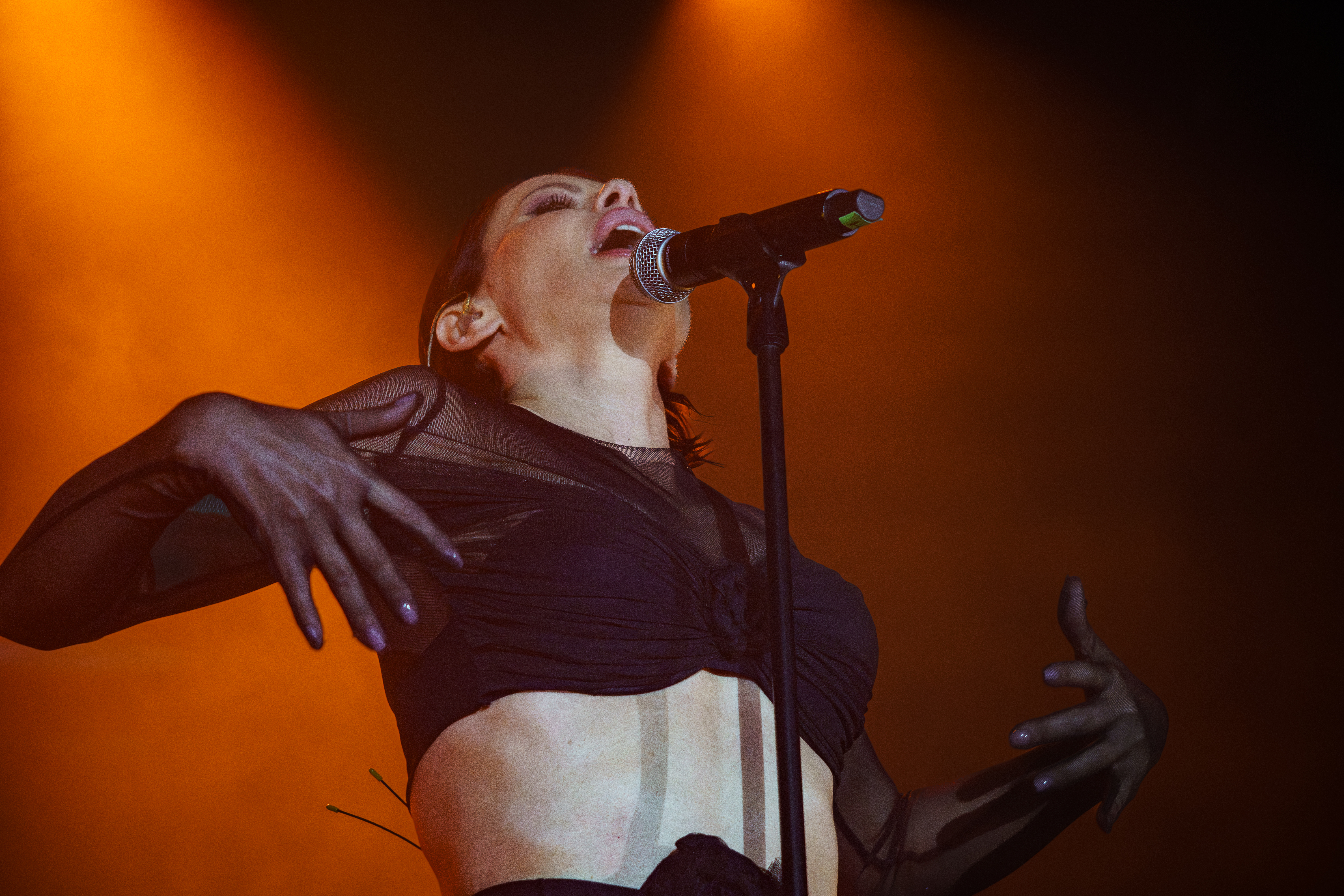
A madridi Eurovíziós partin
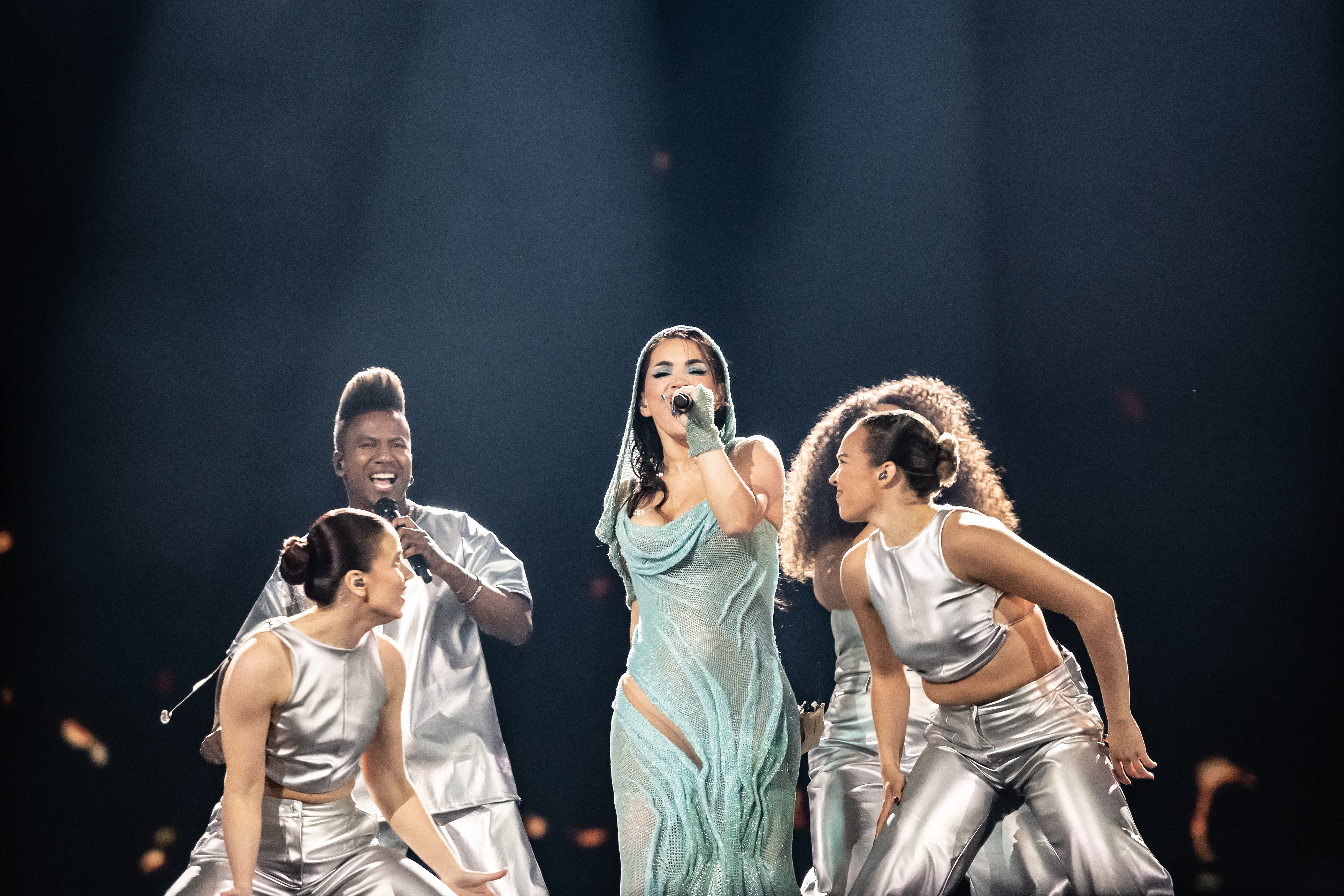
Az elődöntőben